# Chapel of Love
Chapel of Love är en låt skriven av Phil Spector, Ellie Greenwich och Jeff Barry. Låten handlar om en ung kvinna som ska gifta sig och hur hon ser fram emot det. Den skrevs ursprungligen för The Ronettes och spelades också in av dem, men deras version blev inte framgångsrik. Låten spelades sedan in av tjejtrion The Dixie Cups som fick en stor amerikansk hitsingel med den. Låten låg etta på Billboard-listan i tre veckor. Det var den första skivan som släpptes på Jerry Leiber och Mike Stollers nya skivbolag Red Bird och det blev en lysande start för dem.
Den har senare spelats in av Bette Midler (albumet The Divine Miss M 1972), The Beach Boys (albumet 15 Big Ones 1976) och Elton John (soundtrack till filmen Fyra bröllop och en begravning 1994).
The Dixie Cups version har använts som soundtrack i filmerna Full Metal Jacket (1987), Betsys bröllop (1990), och Brudens far (1991).
Låten listades av magasinet Rolling Stone som #279 när de år 2004 publicerade listan The 500 Greatest Songs of All Time.

## Svensk version
Den svenska titeln är "Ge mej inte fler presenter".
The Chicks sjöng den in på singleskivan Swedisc SWES 1045.

## Listplaceringar
| Lista (1964)   | Position                  |
| -------------- | ------------------------- |
| Kanada         | 1 (RPM)                   |
| Nya Zeeland    | 1 (NZ Lever Hit Parade)   |
| Storbritannien | 22 (UK Singles Chart)     |
| Sverige        | 3 (Tio i topp)            |
| USA            | 1 (Billboard Hot 100)     |
| USA            | 1 (Billboard R&B Singles) |
| Västtyskland   | 28                        |